# Crassula perfoliata
Crassula perfoliata är en fetbladsväxtart som beskrevs av Carl von Linné. Crassula perfoliata ingår i släktet krassulor, och familjen fetbladsväxter.

## Underarter
Arten delas in i följande underarter:
- C. p. coccinea
- C. p. heterotricha
- C. p. minor

## Bildgalleri

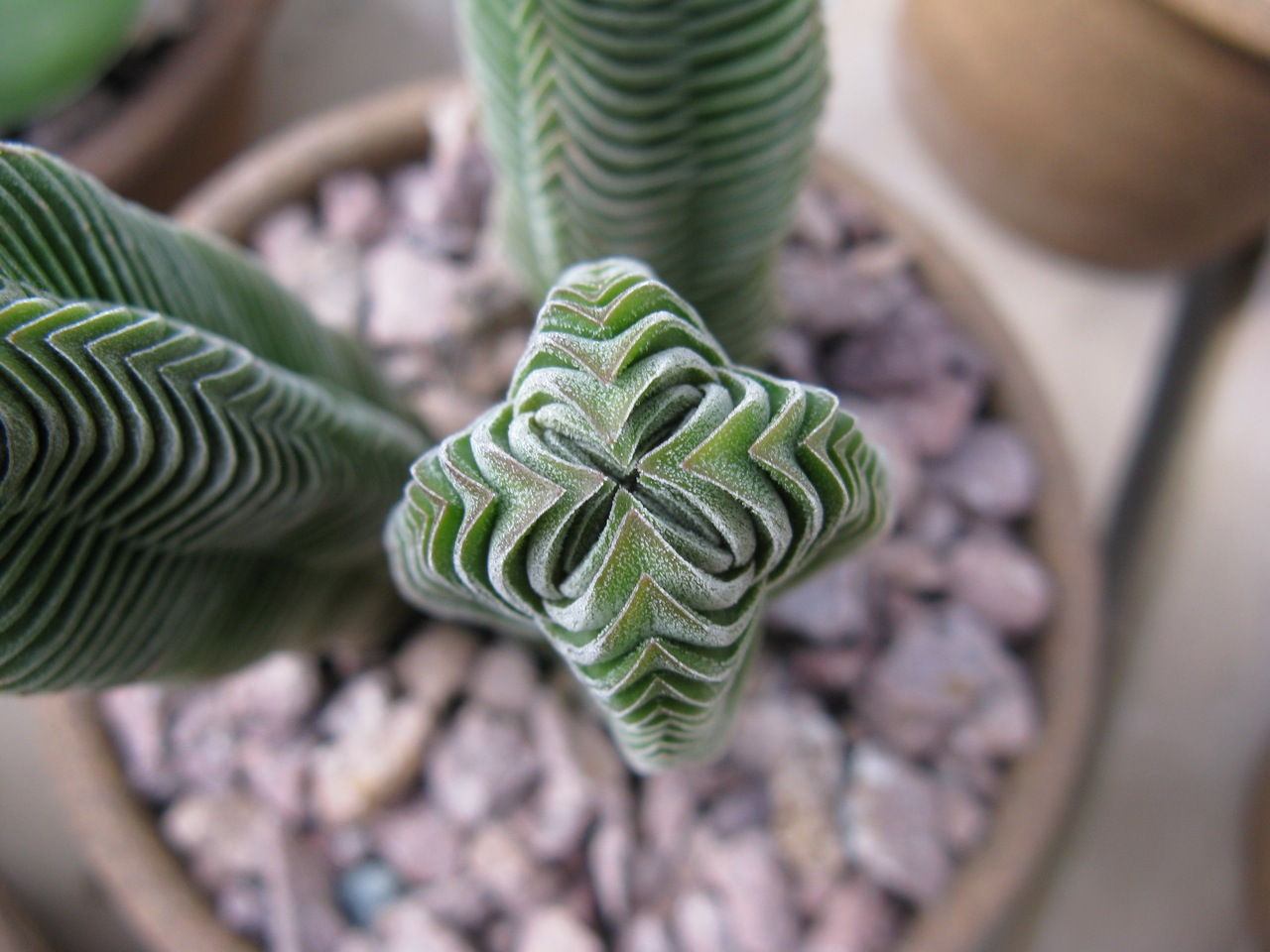
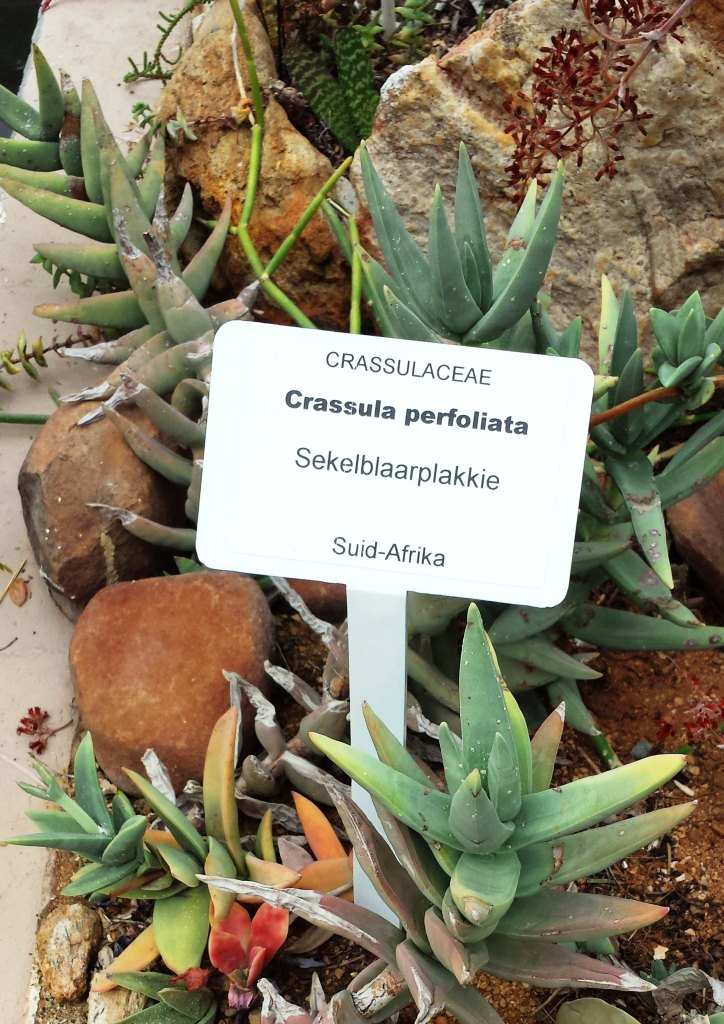
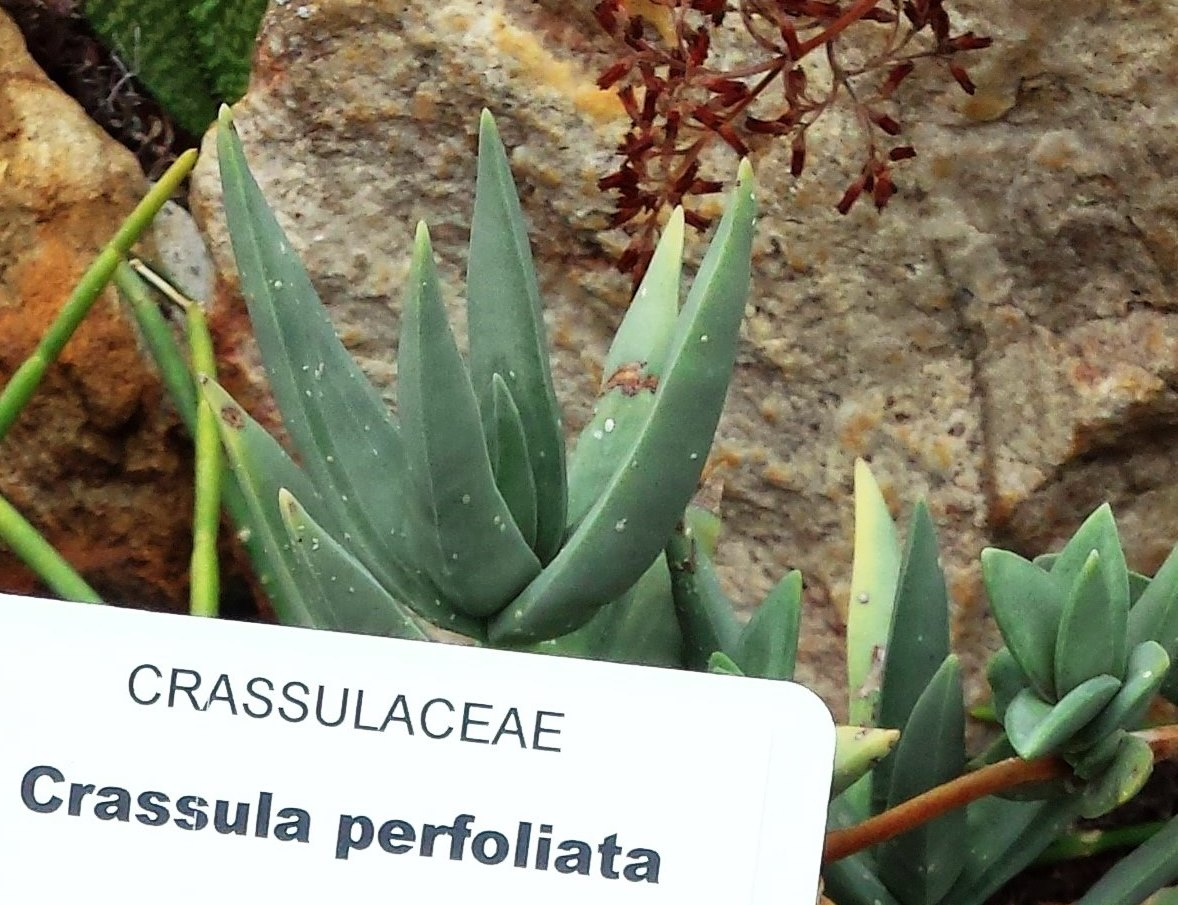
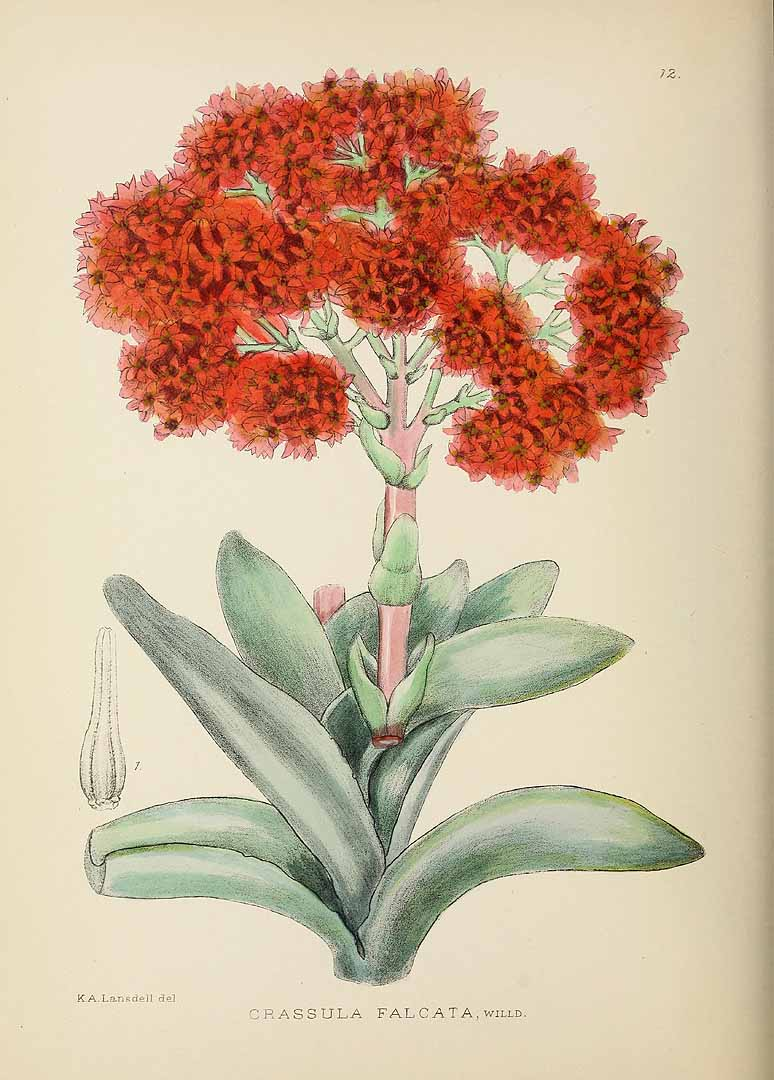
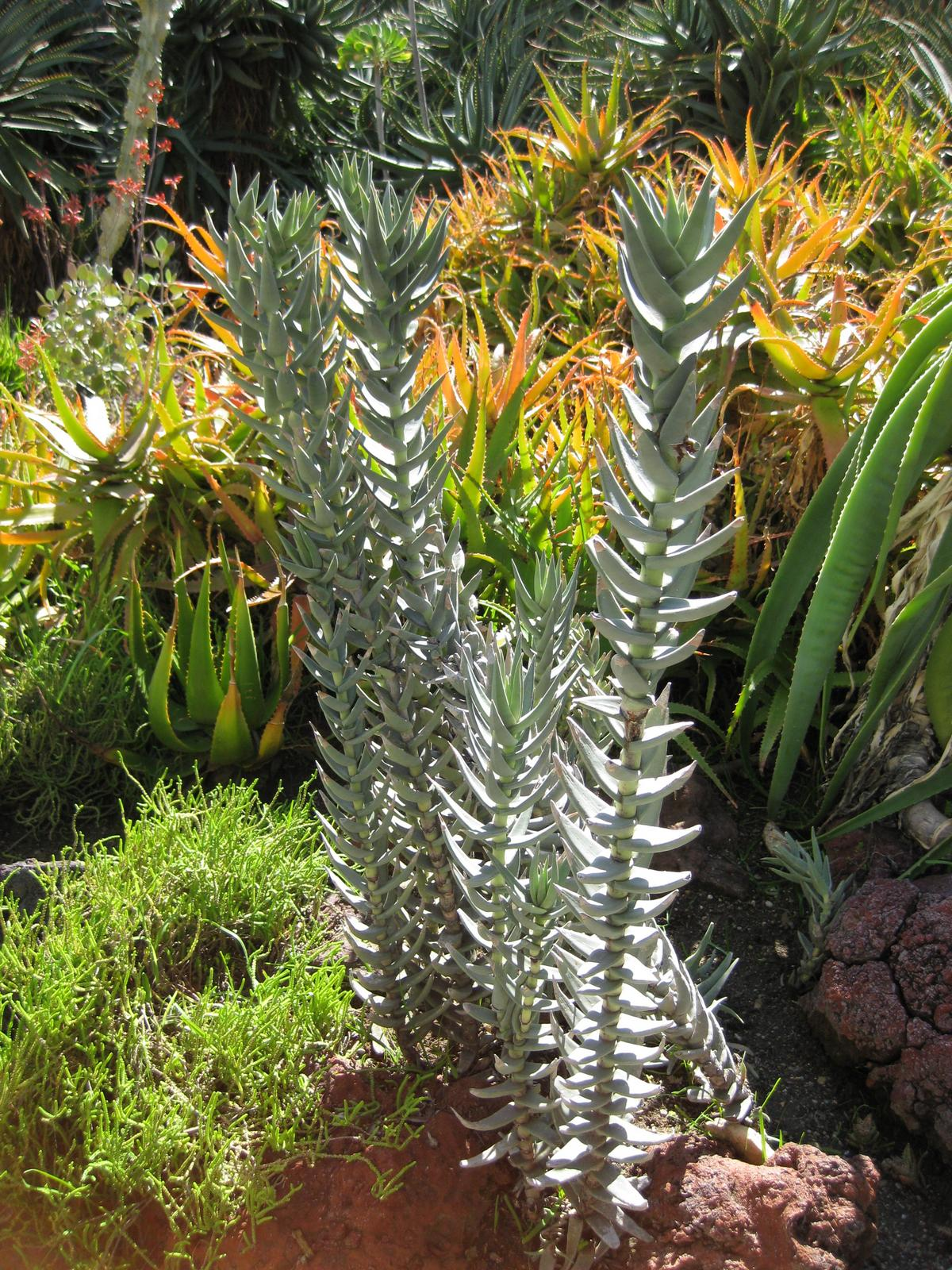
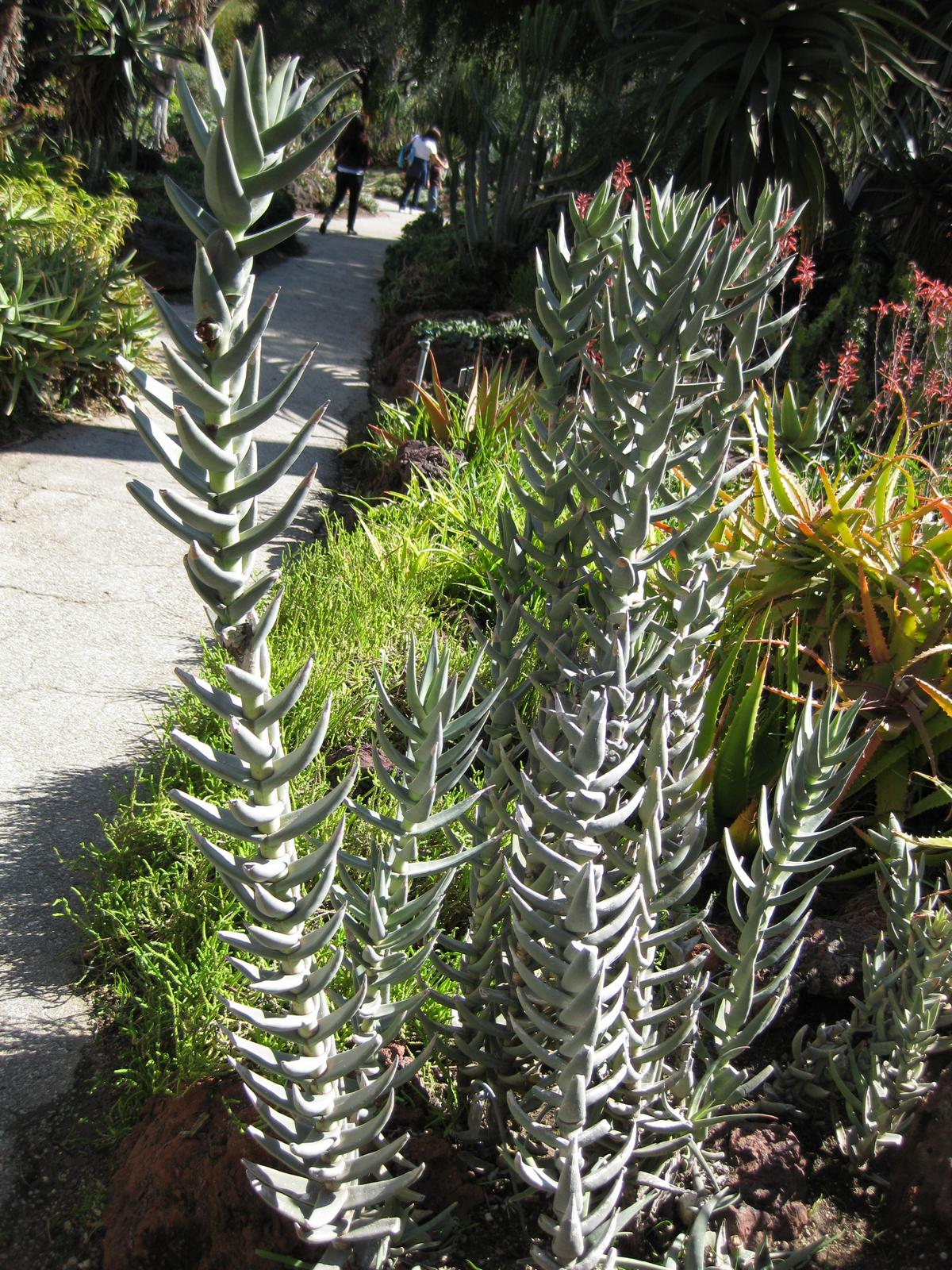